# Palais Colloredo-Mansfeld
Le palais Colloredo-Mansfeld (ou Colloredo-Mansfeldsky palàc) est un palais baroque avec façade néo-rococo. Situé rue Karlova n° 189/2, dans la Vieille Ville de Prague, il est protégé en tant que monument culturel.

## Histoire
Sur le site du palais actuel était une maison romane, plus tard gothique. Au XVIIe siècle le bâtiment a été reconstruit en   style Renaissance tardive. Ici dans la nuit du 8 au 9 novembre 1620 a également eu lieu la dernière réunion du Conseil royal du roi Frédéric de Palatinat, après la défaite des troupes des États tchèques lors de la bataille de la Montagne blanche. La maison appartenait alors à Jáchym Ondřej Šlik, qui après la défaite fut décapité en 1621 sur la Place de la vieille ville.
La reconstruction baroque du palais au  XVIIIe siècle fut faite à l'initiative du comte Bredow. L'auteur du projet est probablement Giovanni Battista Alliprandi, mais cette reconstruction a été achevée selon le projet de František Ignác Prée pour le comte Jindřich Pavel de Mansfeld, qui a acheté le palais en 1735.
En 1842 la maison voisine était reliée au palais, créant un nouveau passage. En 1848, la princesse Vilemína Colloredo-Mannsfeldová acquit le palais en guise de dot. Les ajustements rococo concernaient également les intérieurs du palais et ont été réalisés selon les modèles viennois (1853). Vilemína Colloredo-Mannsfeldová était mariée au Prince Vincent Charles de Auersperg, qui possédait le Château Slatiňany, où des intérieurs presque identiques sont conservés (salle à manger et Salon Rose). Pendant la Guerre prusso-autrichienne en 1866, le palais était temporairement le siège du quartier général prussien.
Le palais est resté la propriété des Auersperg jusqu'en 1942, à la mort du dernier membre sans enfant de la lignée, Ferdinand Prince de Auersperg (1887-1942). En 1945, le palais a été exproprié.
Le palais appartient actuellement à la ville de Prague. Il est administré par la galerie de la ville de Prague, qui prévoit de le reconstruire et de l'utiliser à des fins culturelles. Le palais est partiellement ouvert au public.

## Architecture
Le palais à quatre ailes forme une cour rectangulaire. L'origine romane de la maison est prouvée par les caves préservées. Les vestiges du haut baroque se retrouvent dans quelques pièces au rez de chaussée. La façade principale du palais vers la rue Karlova a deux étages. Le portail du haut baroque est orné de vases, putti et du blason des Colloredo-Mansfeld, probablement l'œuvre d'Antonin Braun.
L'arrière de la cour possède une fontaine avec une statue en grès de Neptune (vers 1735). Le premier étage du palais abrite une fresque au plafond représentant une allégorie de la victoire de la monarchie des Habsbourg sur les Turcs. Son auteur est Bartolomeo Scotti.

## Galerie

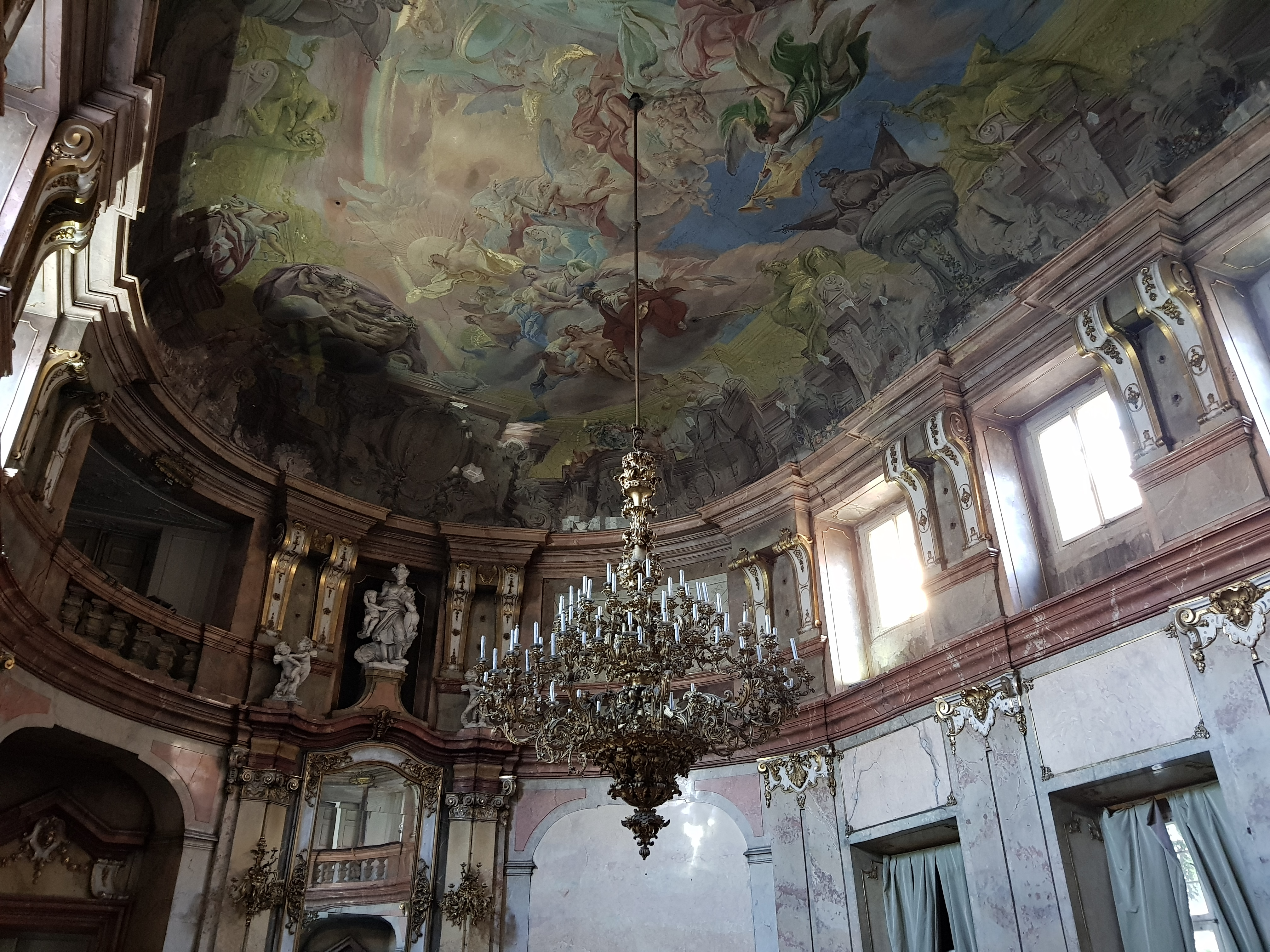
Fresques du plafond
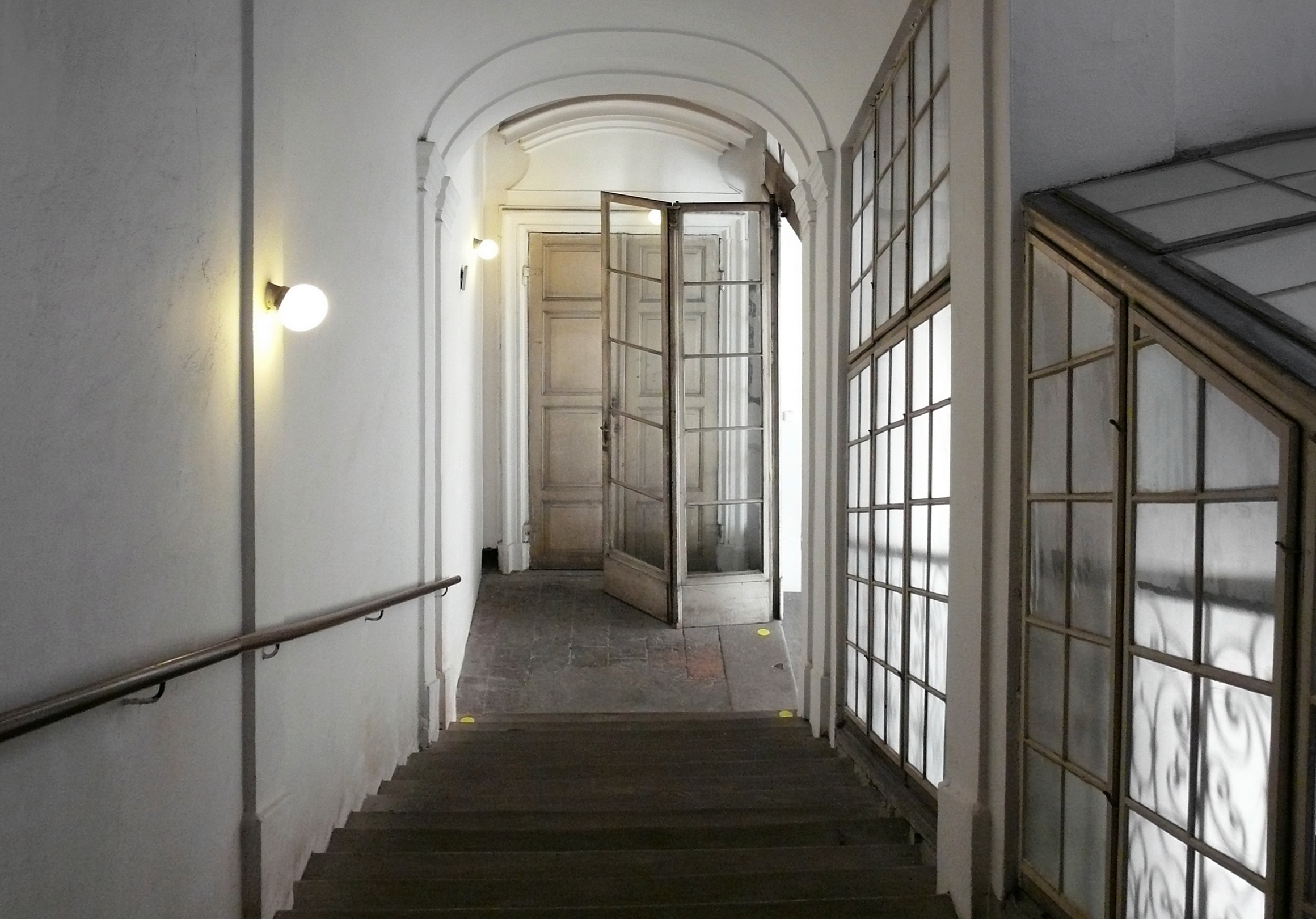
Escalier du palais
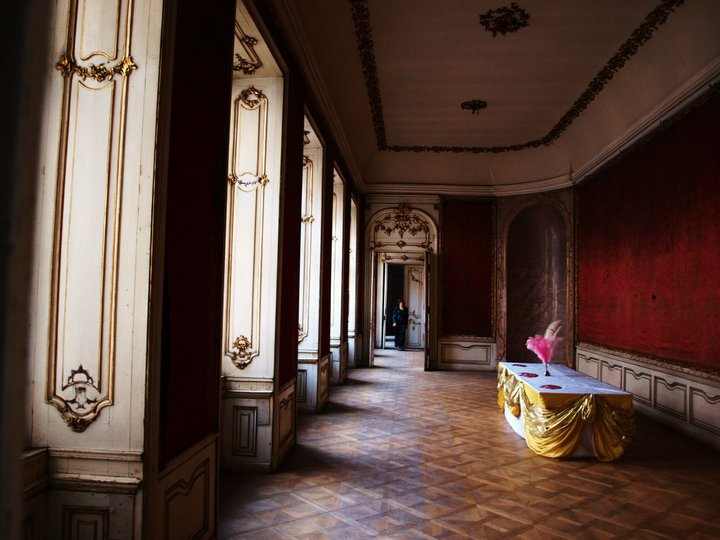
Intérieur du palais
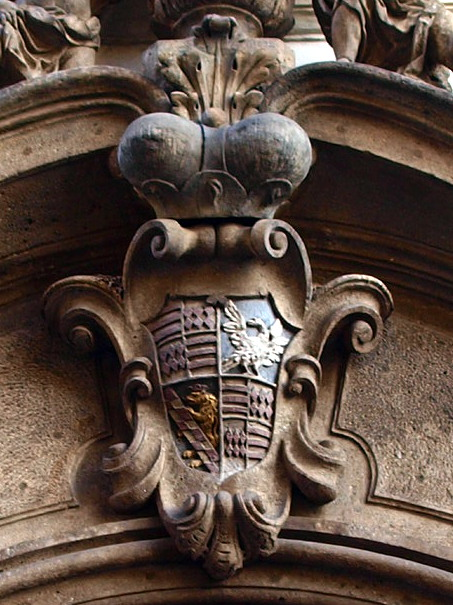
Blason des Colloredo-Mansfeld sur le portail
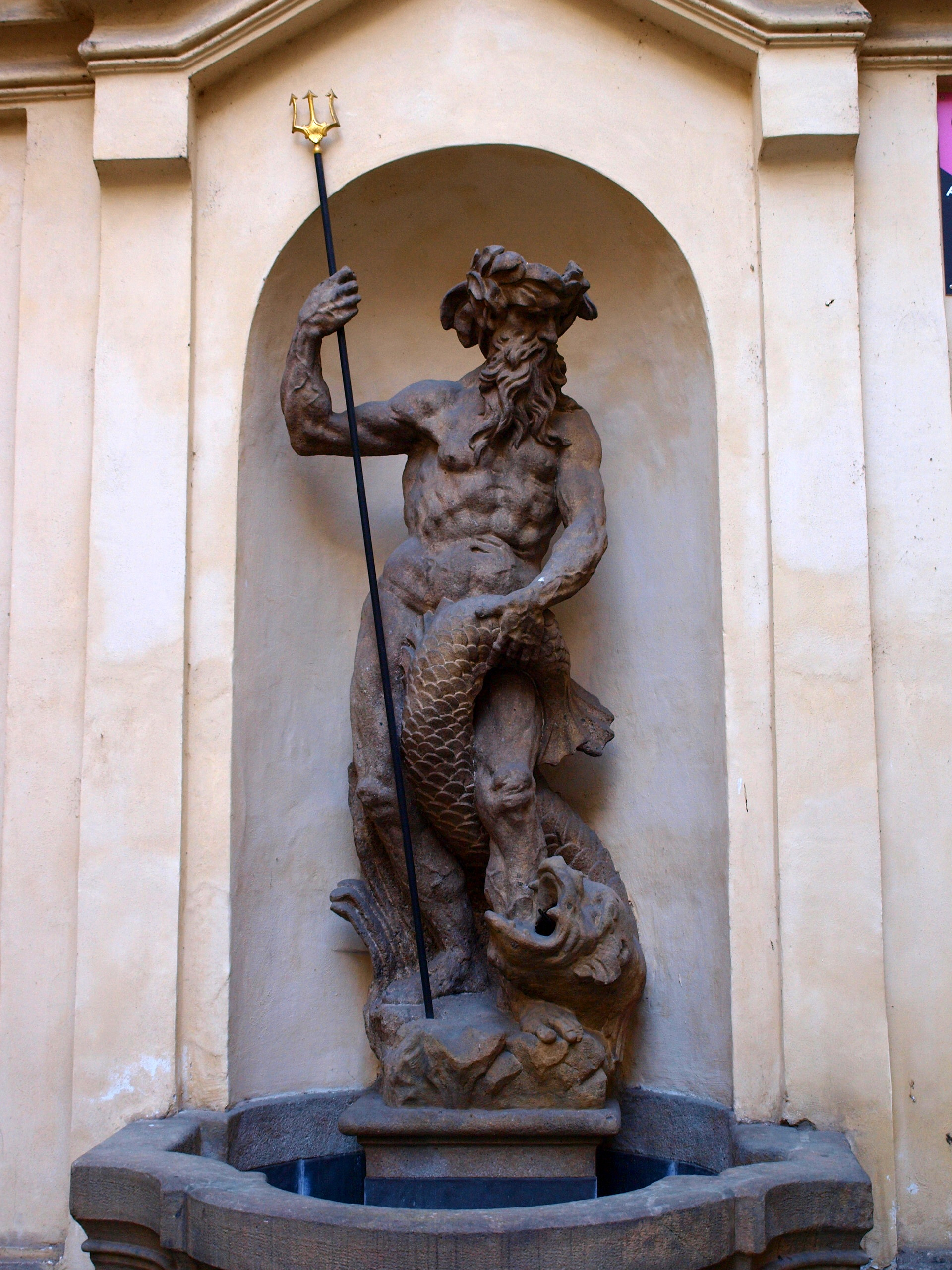
Fontaine avec la statue de Neptune, dans la cour
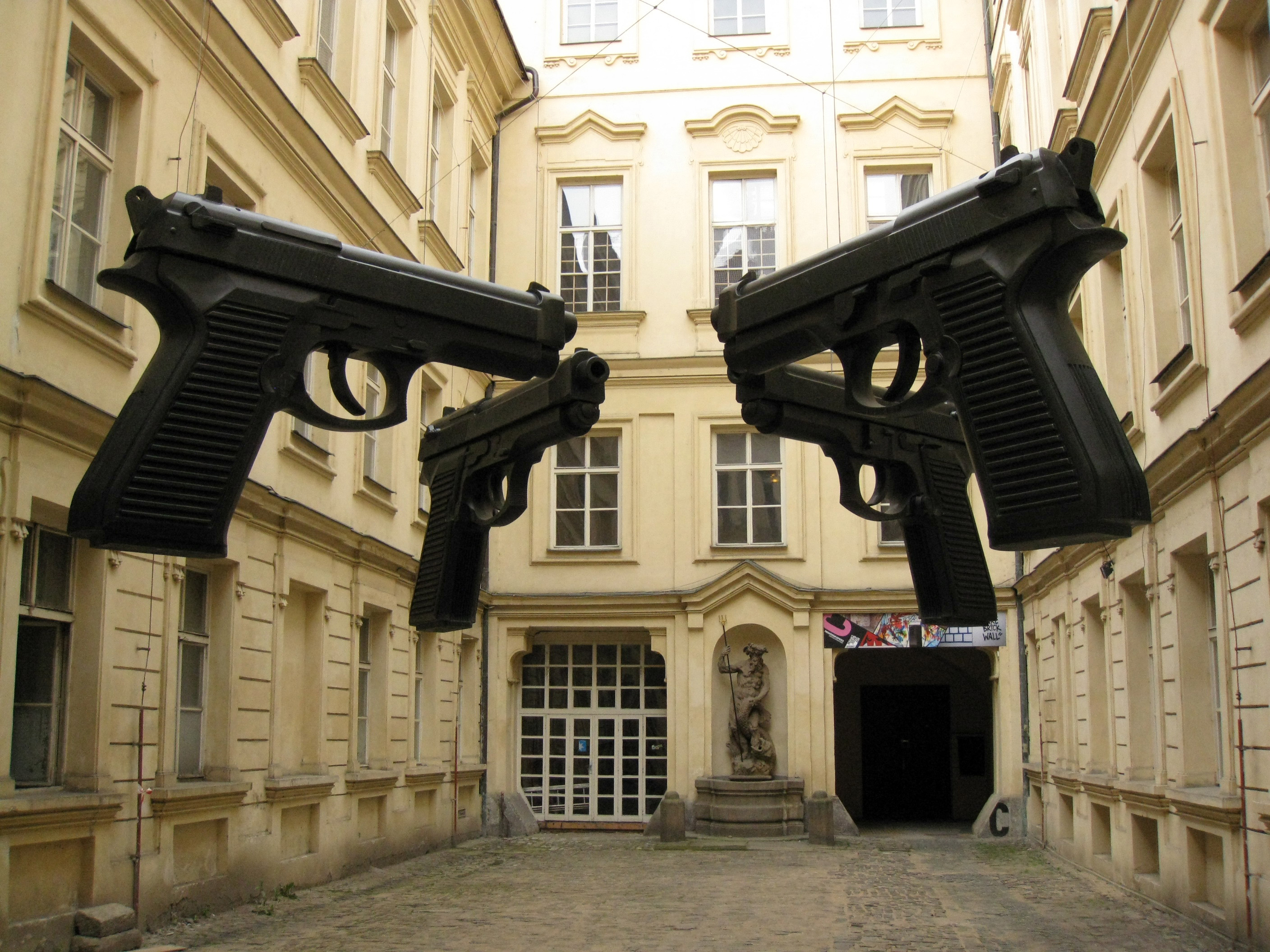
Exposition dans la cour du palais